# Karl-Heinz Noldt
Karl-Heinz „Kuddel“ Noldt (* 1. Oktober 1952 in Wedel) ist ein ehemaliger deutscher Fußballspieler. 

## Leben
Noldt wuchs in Wedel auf und spielte als Jugendlicher Fußball und Golf. Letztere Sportart hatte sein Vater erfolgreich getrieben. Im Alter von 16 Jahren unterbreitete der Hamburger SV dem Mittelfeldspieler des Wedeler TSV, der damals bereits der Wedeler Herrenmannschaft angehörte, das Angebot, in den Nachwuchs des Bundesligisten zu wechseln. Noldt, der von den Auswahltrainern des Deutschen Fußball-Bundes (DFB) in die Schüler- und später die Jugendnationalmannschaft berufen wurde, lehnte ab. Ihm wurde von seinem späteren Trainer Willi Reimann bescheinigt, das Talent für eine Karriere in der Fußball-Bundesliga gehabt zu haben.
1972 wechselte der 1,74 Meter große Noldt zum Itzehoer SV in die Regionalliga, die damals zweithöchste Spielklasse der Bundesrepublik Deutschland. Er blieb bis 1974 beim ISV. In der Saison 1974/75 bestritt er 37 Spiele für den TSR Olympia Wilhelmshaven in der 2. Fußball-Bundesliga. Noldt blieb dem Verein nach dem Zweitliga-Abstieg 1975 treu und spielte für Wilhelmshaven in der Oberliga. Im Laufe der Saison 1979/80 verließ er die Mannschaft und spielte ab Frühling 1980 beim Oberligisten FC St. Pauli. Dort wurde er teils auch als Libero eingesetzt. Im August 1980 wurde er zu St. Paulis Mannschaftskapitän gewählt und im selben Monat in die Amateurauswahl des Hamburger Fußball-Verbands berufen. Der als Zahntechniker beruflich tätige Noldt gewann mit den Hamburgern 1981 den Meistertitel in der Nord-Staffel der Oberliga. Anschließend zog er mit St. Pauli ins Endspiel der Deutschen Amateurmeisterschaft ein, dort unterlag die Mannschaft mit Noldt als Kapitän im Juni 1981 aber den 1. FC Köln Amateuren. 1982 ging Noldt zu Altona 93.
1985 verließ er Altona 93 und wechselte als Trainer zum Wedeler TSV, ab 1989 war Noldt Trainer bei Holsatia Elmshorn sowie ab 1992 bei Altona 93 in der Oberliga. 1993 stieg er mit der Mannschaft in die Verbandsliga ab. 1994 zog sich Noldt aus dem Fußballsport zurück und wandte sich nach mehr als 25-jähriger Pause wieder dem Golfsport zu, wurde unter anderem Hamburger Meister und Senioren-Europameister.